# Elisa Oricchio
Elisa Oricchio (nacida en 1979) es una investigadora italiana de cáncer que descubrió que la proteína EphA7 activa el gen supresor de tumores para pacientes con linfoma folicular. Fue galardonada con el Premio de la Fundación Lorini y el Premio Blavatnik para Jóvenes Científicos por su descubrimiento. 

## Biografía
Elisa Oricchio nació en 1979 y creció en Cilento, Italia. Obtuvo una licenciatura y pasó a alcanzar un grado de maestría en biología de la Universidad de Roma La Sapienza.  En 2008, obtuvo su doctorado en Microbiología médica e Inmunología de la Universidad de Roma Tor Vergata. Se mudó a los Estados Unidos casi de inmediato para comenzar su investigación postdoctoral en el Centro de Cáncer Memorial Sloan Kettering en Nueva York. En su investigación, identificó en 2011 que las células tumorales tratadas con EphA7 pura, una proteína antitumoral, murieron, lo cual fue un descubrimiento significativo en un campo poco investigado. Su descubrimiento fue premiado con una beca de Sloan Kettering y una de la Fundación de Investigación del Linfoma para realizar más estudios sobre el linfoma folicular.  Además de los fondos de investigación, recibió el Premio de la Fundación Lorini el 7 de mayo de 2012 en Milán, Italia y el Premio Blavatnik para jóvenes científicos en la ciudad de Nueva York, el mismo año.
En 2012, su investigación identificó que casi el 70% de los pacientes con linfoma folicular habían perdido el receptor EphA7 y estaba experimentando con métodos para reintroducir la proteína en las células. Debido a que no ha habido éxito en la cura con las quimioterapias tradicionales, su trabajo ha sido financiado en varias ocasiones. Recibió una segunda beca de la Sociedad de Leucemia y Linfoma y una de los Institutos Nacionales de la Salud de EE. UU. En 2013, fue galardonada con una placa de la ciudad de Vallo della Lucania en su región natal por su investigación, que tuvo éxito en el desarrollo de un modelo de ratón.  En 2014, fue contratada por el Instituto Federal de Tecnología de Suiza como investigadora y para apoyar la creación del nuevo Centro de Cáncer de Suiza en Lausana en el Hospital Universitario de Lausana.  El Instituto Suizo para la Investigación del Cáncer Experimental creó una Cátedra de Oncología Traslacional para Oricchio y, a partir del 1 de noviembre de 2014, se convirtió en profesora asistente en la École Polytechnique Fédérale de Lausanne, School of Life Sciences.

## Publicaciones Seleccionadas
- Oricchio, Elisa; Saladino, Chiara; Iacovelli, Stefano; Soddu, Silvia; Cundari, Enrico (21 de enero de 2006). «ATM is activated by default in mitosis, localizes at centrosomes and monitors mitotic spindle integrity». Cell Cycle (Rome, Italy: Institute of Biology and Molecular Pathology, National Research Council) 5 (1): 88-92. PMID 16319535. doi:10.4161/cc.5.1.2269.
- Bonaccorsi, Irene; Altieri, Fabio; Sciamanna, Ilaria; Oricchio, Elisa; Grillo, Caterina, et. al. (20 de mayo de 2008). «Endogenous reverse transcriptase as a mediator of ursolic acid's anti-proliferative and differentiating effects in human cancer cell lines». Cancer Letters (Messina, Italy: School of Pharmacy, University of Messina) 263 (1): 130-139. PMID 18282657. doi:10.1016/j.canlet.2007.12.026.
- Mavrakis, Konstantinos J; Wolfe, Andrew L; Oricchio, Elisa; Palomero, Teresa, et. al. (28 de abril de 2010). «Genome-wide RNA-mediated interference screen identifies miR-19 targets in Notch-induced T-cell acute lymphoblastic leukaemia». Nature Cell Biology (New York, New York: Nature Publishing Group) 12 (4): 372-379. PMC 2989719. PMID 20190740. doi:10.1038/ncb2037.
- Oricchio, Elisa; Wolfe, Andrew L; Schatz, Jonathan H; Mavrakis, Konstantinos J, et. al. (November–December 2010). «Mouse models of cancer as biological filters for complex genomic data». Disease Models & Mechanisms (Cambridge, UK: The Company of Biologists) 3 (11–12): 701-704. PMC 2965398. doi:10.1242/dmm.006296.
- Oricchio, Elisa; Nanjangud, Gouri; Wolfe, Andrew L; Schatz, Jonathan H, et. al. (October 2011). «The Eph-receptor A7 is a soluble tumor suppressor for follicular lymphoma». Cell (Cambridge, Massachusetts: Elsevier Inc.) 147 (3): 554-564. PMC 3208379. PMID 22036564. doi:10.1016/j.cell.2011.09.035.
- Oricchio, Elisa; Wendel, Hans-Guido (15 de marzo de 2012). «Mining the cancer genome uncovers therapeutic activity of EphA7 against lymphoma». Cell Cycle (New York, New York: Taylor & Francis) 11 (6): 1076-1080. PMC 3335915. PMID 22356769. doi:10.4161/cc.11.6.19451.
- Oricchio, Elisa; Wendel, Hans-Guido (July 2013). «Functional genomics lead to new therapies in follicular lymphoma». Annals of the New York Academy of Sciences (New York, New York: New York Academy of Sciences) 1293: 18-24. PMC 3987118. PMID 23676193. doi:10.1111/nyas.12120.
- Oricchio, Elisa; Ciriello, Giovanni; Jiang, Man; Boice, Michael H, et. al. (June 2014). «Frequent disruption of the RB pathway in indolent follicular lymphoma suggests a new combination therapy». Journal of Experimental Medicine (New York, New York: The Rockefeller University Press) 211 (7): 1379-1391. PMC 4076578. PMID 24913233. doi:10.1084/jem.20132120.